# Душан Поповић (политичар)
Душан Поповић (Волујак, код Рековца, 25. децембар 1884 — Лондон, 8. новембар 1918) био је новинар, публициста и политичар, један од вођа радничког покрета и Српске социјалдемократске партије.

## Биографија
Рођен је 6. јануара 1885. (25. децембар 1884. по старом календару) у селу Волујак, код Рековца (сада део села Драгово). Његови родитељи отац Алекса и мајка Јевица, били су пореклом из Новог Сада, а у Србију су дошли за време мађарске буне 1848. године. Постоје тврдње да је рођен у учитељском стану школе у Драгову, код Рековца.
Основну школу је завршио у Јагодини и ту је започео гимназију. Пети и шести разред гимназије учио је у Ужицу, а седми и осми у Београду. Социјалистичком покрету пришао је још као ученик Ужичке гимназије, под утицајем Димитрија Туцовића. Матурирао је 1903. и потом уписао Правни факултет у Београду.
Био је велики борац за радничка права и увођење општег гласачког права у Краљевини Србији. Године 1905. приступио је Српској социјалдемократској странци и у социјалистичким круговима почео да се афирмише као сарадник „Радничких новина“. Године 1907. је постао уредник, а маја 1908. главни уредник „Радничких новина“.
Маја 1909. године постао је члан Главне партијске управе Српске социјалдемократске партије, а септембра 1911, на предлог Димитрија Туцовића био је изабран за секретара Главне партијске управе. Ову дужност обављао је до септембра 1912. године и поново од 1915. године до смрти. Учествовао је на Седмом, Осмом, Деветом и Десетом конгресу ССДП и на њима подносио реферате о значајним питањима социјалистичког покрета.
Од 1908. до 1912. године био је предавач на партијској школи у Београду. Заједно са Димитријем Туцовићем покренуо је лист Борба, који је био полумесечни часопис ССДП, који је излазио од 1910. до 1914. године.
Боем по природи, близак књижевности и писцима, написао у Борби 1910-14, неколико приказа о страним писцима (Арцибашев, Толстој, Плеханов, Анатол Франс) који су код нас први покушаји разматрања књижевних и уметничких питања са марсистичког полазишта.
Током Првог светског рата, развио је веома живу политичку активност, а 1917. године заједно са Тришом Кацлеровићем је емигрирао из окупиране Србије. Прво је отишао у Стокхолм, а пошто није успео да пређе у Петровград, отишао је у Лондон. Био је веома задивљен збивањима у Русији и избијањем Велике октобарске социјалистичке револуције.
Био је ожењен Ерном Милицом Лукшић (1897) са којом је имао ћерку Мару (1917—2007), удату Протић.
Умро је 8. новембра (26. октобра по старом календару) 1918. године у Лондону. Био је сахрањен на лондонском гробљу Хајгет, поред гроба Карла Маркса. Децембра 1959. године његови посмртни остаци су пребачени у Београд и сахрањени у Алеји великана на Новом гробљу у Београду.
Основна школа у Белушићу, насељеном месту града Јагодине, носи његово име.

## Галерија
- Биста Душана Поповића у Ужицу
- Биста Душана Поповића у парку Мањеж, у Београду